# Atomaroides ussurica
Atomaroides ussurica is een keversoort uit de familie harige schimmelkevers (Cryptophagidae). De wetenschappelijke naam van de soort werd in 1987 gepubliceerd door Ljubarsky.